# فرودگاه ماستریخت آخن
فرودگاه ماستریخت آخن (به انگلیسی: Maastricht Aachen Airport) یک فرودگاه همگانی مسافربری با کد یاتا MST است که یک باند فرود آسفالت دارد و طول باند آن ۲٬۵۰۰ متر است. این فرودگاه در شهر ماستریخت کشور هلند قرار دارد و در ارتفاع ۱۱۴ متری از سطح دریا واقع شده است.

## شرکت‌های هواپیمایی و مقصدهای پروازی

### مسافری
| شرکت‌های هواپیمایی       | مقصدهای پروازی                               |
| ----------------------- | -------------------------------------------- |
| آلبااستار               | چارتر فصلی: تارب-لورد-پیرنه                  |
| کرندون ایرلاینز         | فصلی: آنتالیا                                |
| Corendon Dutch Airlines | فصلی: فارو، هراکلین                          |
| جرمنیا                  | فصلی: پالما د مایورکا                        |
| رایان‌ایر                | آلیکانته-الچه فصلی: باری، جیرونا-کاستا براوا |
| ویز ایر                 | کاتوویتس                                     |

### باری
| شرکت‌های هواپیمایی                             | مقصدهای پروازی                              |
| --------------------------------------------- | ------------------------------------------- |
| لوفت‌هانزا کارگو                               | فرانکفورت، امام خمینی                       |
| الملکیه الاردنیه                              | هواری بومدین، ملکه علیا، قاهره، جان اف کندی |
| هواپیمایی سعودی                               | ملک خالد                                    |
| سیلک وی ایرلاینز                              | حیدر علی‌اف، استانستد لندن                   |
| سیلک وی ایرلاینز اجرا توسط Sky Gates Airlines | حیدر علی‌اف, شرمتیوو                         |
| ترکیش ایرلاینز                                | کوتوکا، آتاترک                              |
| Zimex Aviation                                | بیرمنگام، دوبلین                            |